# Erdaodianzi
Erdaodianzi (chinesisch 二道甸子镇, Pinyin Èrdàodiànzi Zhèn) ist eine Großgemeinde der kreisfreien Stadt Huadian, die wiederum zum Verwaltungsgebiet der bezirksfreien Stadt Jilin in der chinesischen Provinz Jilin gehört. Die Großgemeinde hat 22.340 Einwohner (Stand: Zensus 2010), nahezu ausschließlich Han-Chinesen. Sie umfasst die Dörfer Jinlong, Dixunzi, Yongqing, Gexin, Nuanmu, Maoshan, Zhongsheng, Huanggou, Xinfeng, Huashu, Mudan, Cheyuangou, Fumin und Gahe. Erdaodianzi, gelegen in der Bergkette Changbaishan, bedeckt eine Fläche von 813,4 km², wovon ein überwiegender Teil bewaldet ist. Der Gemeindecode ist 220282101.